# Dariusz Bartosik
Dariusz Bartosik (ur. 13 stycznia 1964 w Warszawie) – polski mikrobiolog, profesor nauk biologicznych. 

## Życiorys

### Studia
Dariusz Bartosik w 1992 roku ukończył studia na Wydziale Biologii Uniwersytetu Warszawskiego, uzyskując tytuł magistra w zakresie mikrobiologii. Jego dalsza kariera zawodowa związana była z Zakładzem Genetyki Bakterii Instytutu Mikrobiologii Wydziału Biologii UW. Potem kolejno uzyskał tytuły:
- doktora nauk biologicznych (1998)
- doktora habilitowanego w zakresie biologii (2005)
- profesora nauk biologicznych (2015)

Jest autorem licznych prac oryginalnych w następujących czasopismach:
- Applied and Environmental Microbiology
- BMC Genomics
- Frontiers in Microbiology
- BMC Microbiology
- Journal of Bacteriology
- Journal of Virology i PLoS One

### Aktualne zatrudnienie
Dariusz Bartosik aktualnie pracuje na stanowisku profesora zwyczajnego UW jako kierownik Zakładu Genetyki Bakterii Wydziału Biologii UW. Jest również przewodniczącym Rady Naukowej Instytutu Mikrobiologii WB UW. Prowadzi wykłady z zakresu genetyki i biologii molekularnej bakterii oraz biologii ruchomych elementów genetycznych. W roku 2014 Dariusz Bartosik dołączył do Rady Redakcyjnej Postępów Mikrobiologii w 2014 r.

## Publikacje
Anglojęzyczne
- Łukasz Dziewit, Dariusz Bartosik. Plasmids of psychrophilic and psychrotolerant bacteria and their role in adaptation to cold environments. „Frontiers in Microbiology”. 5, s. 596, 2014. (ang.).

## Dane korespondencyjne
| Adres | Zakład Genetyki Bakterii, Instytut Mikrobiologii, Wydział Biologii Uniwersytetu Warszawskiego, ul. Miecznikowa 1, 02-096 Warszawa |